# Edward Nettleship
Edward Nettleship (* 3. März 1845 in Kettering, Northamptonshire; † 30. Oktober 1913 in Hindhead, Surrey) war ein englischer Ophthalmologe.

## Leben und Wirken
Edward Nettleship wurde am 3. März 1845 als Sohn eines Anwalts in Kettering geboren, wo er auch bis 1860 das Kettering-Gymnasium besuchte. Da er Landwirt werden sollte, studierte er zunächst am Royal Agricultural College in Cirencester, dann am Royal Veterinary College in London. 1867 schloss er mit einem Diplom als Member of the Royal College of Veterinary Surgeons (MRCVS) ab. Neben der Tierheilkunde studierte er gleichzeitig Humanmedizin am King’s College London und erwarb 1868 die Membership of the Royal College of Surgeons.
Nach Beendigung seines Medizinstudiums wurde Nettleship Assistent für Jonathan Hutchinson im Royal London Hospital und Kollege von Warren Tay (1843–1927) am Moorfields Eye Hospital. 1877 lernte er den deutschen Augenarzt Julius Hirschberg in London kennen. Zwischen den beiden Ärzten entwickelte sich eine wissenschaftliche Korrespondenz, die bis zu Nettleships Tod andauerte.
Von 1878 bis 1896 arbeitete Nettleship als Augenchirurg und Dozent am St Thomas’ Hospital in London. Dort betätigte er sich unter anderem als Mentor von Charles Howard Usher (1865–1942). Zudem führte er bis 1902 eine Privatpraxis. Von 1895 bis 1897 war Nettleship erster Vorsitzender der britischen Gesellschaft für Augenheilkunde und 1896 Vorsitzender der augenärztlichen Sektion der Britischen Ärztegemeinschaft. Im Jahre 1903 wurde ihm zu Ehren die Nettleship Medaille der Gesellschaft für Augenheilkunde geschaffen. 1912 wurde er zum Mitglied der Royal Society gewählt.
Nettleship starb am 30. Oktober 1913 an den Folgen von Mastdarmkrebs auf seinem Landsitz zu Longdown Hollow in Hindhead, Surrey.

## Bedeutung
Nettleship veröffentlichte auf dem Gebiet der Ophthalmologie über hundert wissenschaftliche Artikel, die unter anderem in den Royal London Ophthalmic Hospital Reports und den Transactions of the Ophthalmic Society of the United Kingdom erschienen. Er verfasste das erfolgreiche Lehrbuch für Augenheilkunde The student's guide to diseases of the eye, das 1879 herauskam und mehrfach neu aufgelegt wurde.
Besonders bekannt ist Nettleship für seine Arbeit im Bereich der erblichen Augenkrankheiten. Er erbrachte wichtige Beiträge in der Erforschung des okularen Albinismus, der Retinopathia pigmentosa und der vererbbaren Nachtblindheit. Bevor er sich in Augenheilkunde spezialisierte, studierte Nettleship Tierheilkunde und Dermatologie, in letzterem Fachgebiet beschrieb er 1869 erstmals das Krankheitsbild der auch als Nettleship-Syndrom bezeichneten Urticaria pigmentosa, eine seltene Form einer disseminierten Mastozytose.
Nach ihm ist außerdem der Okuläre Albinismus Typ 1 als Nettleship-Falls-Syndrom benannt.